# Tomasz Jankowski
Tomasz Jankowski (Poznań, 25 luglio 1972) è un ex cestista e allenatore di pallacanestro polacco.

## Carriera
Con la Polonia ha disputato i Campionati europei del 1997.

## Palmarès

### Giocatore
- Campionato polacco: 1

Lech Poznań: 1989-90